# Giovanni d'Enrico
Giovanni d'Enrico (Alagna Valsesia, 1559-Borgosesia, 1644) fue un arquitecto y escultor italiano, hermano mayor de Antonio d'Enrico apodado Tanzio da Varallo.
Distinguido principalmente por la edificación del Sacro Monte di Varallo.

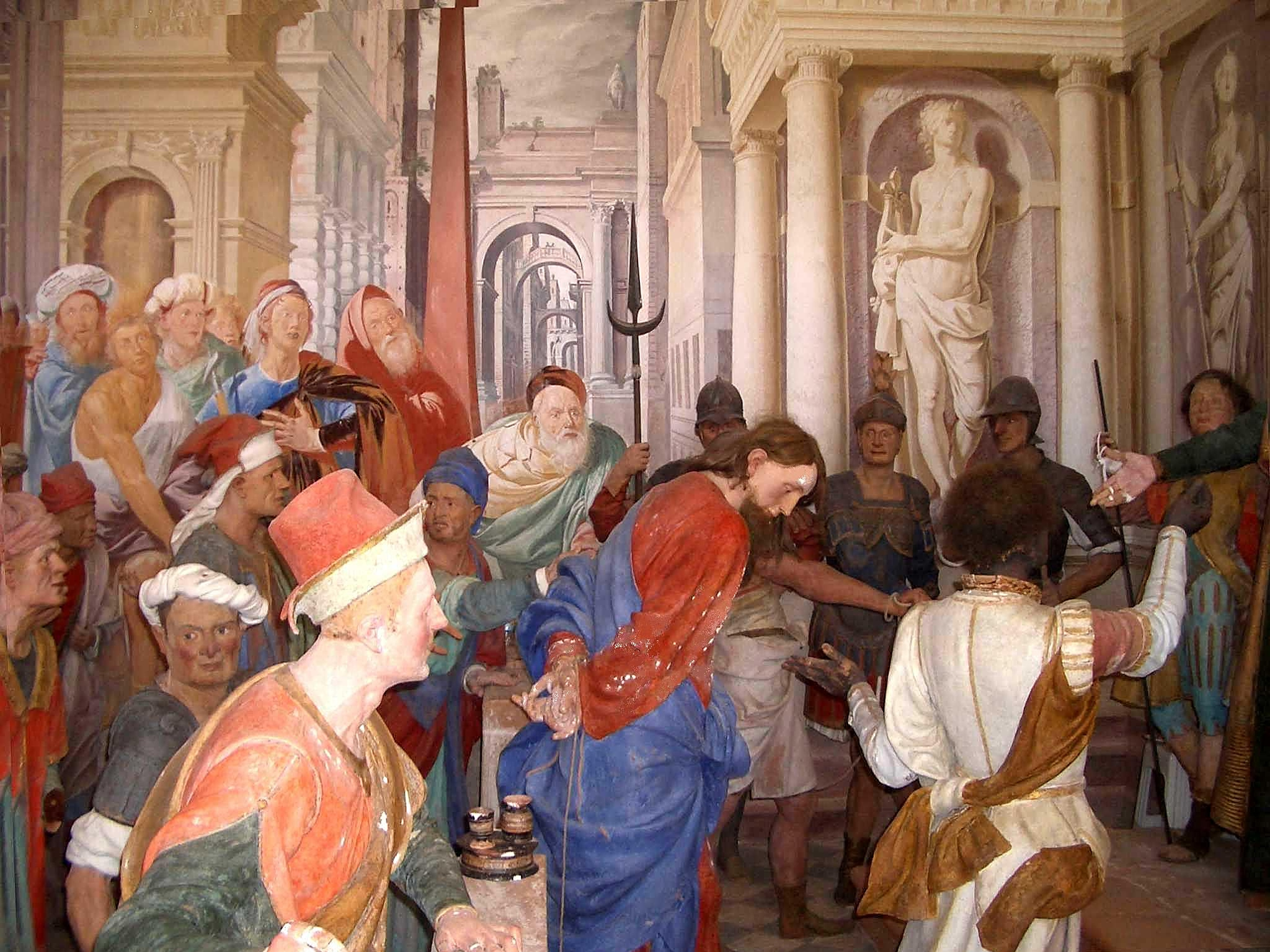
Giovanni d'Enrico e Tanzio da Varallo, Davanti a Pilato, 1615, Sacro Monte di Varallo, Cappella V (particular).

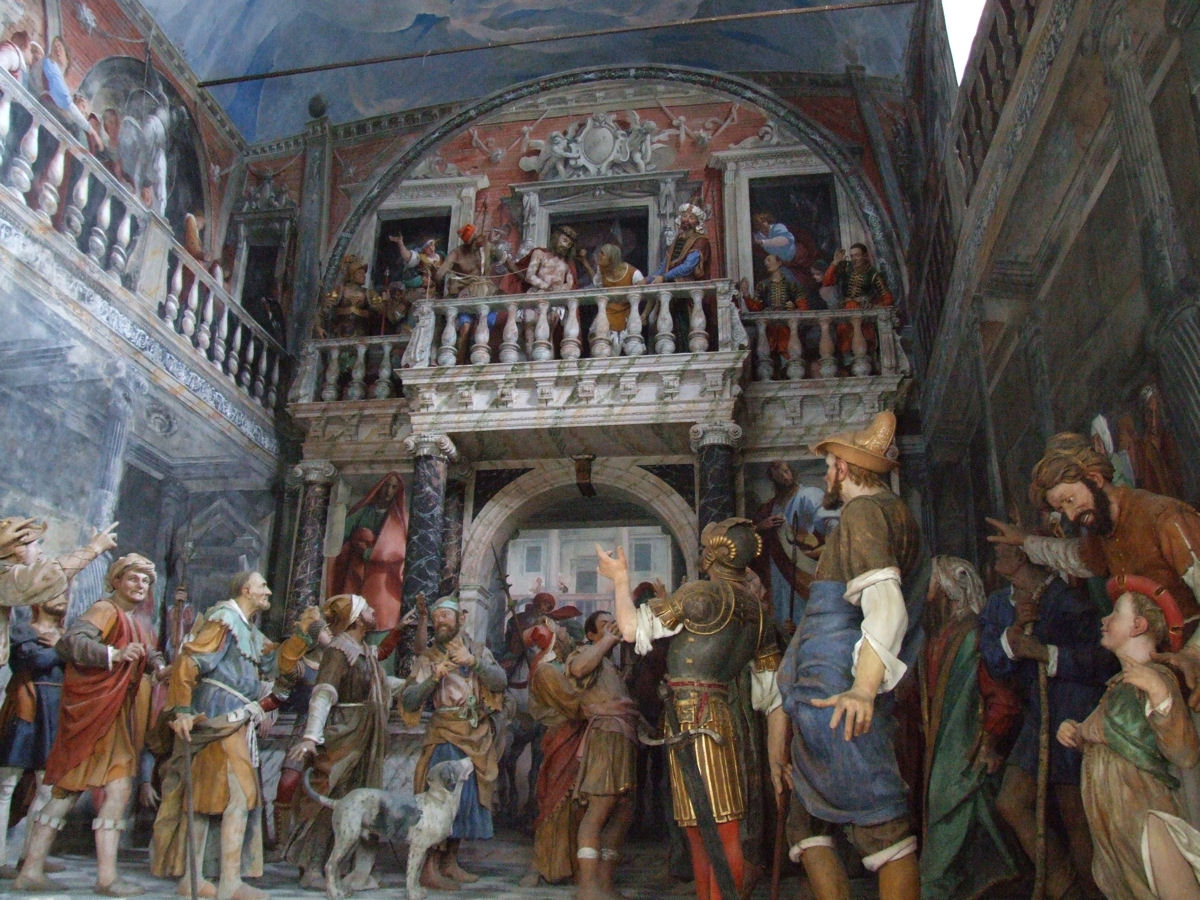
Giovanni d'Enrico, Ecce Homo, 1615, Cappella XXXIII, 1608-9.

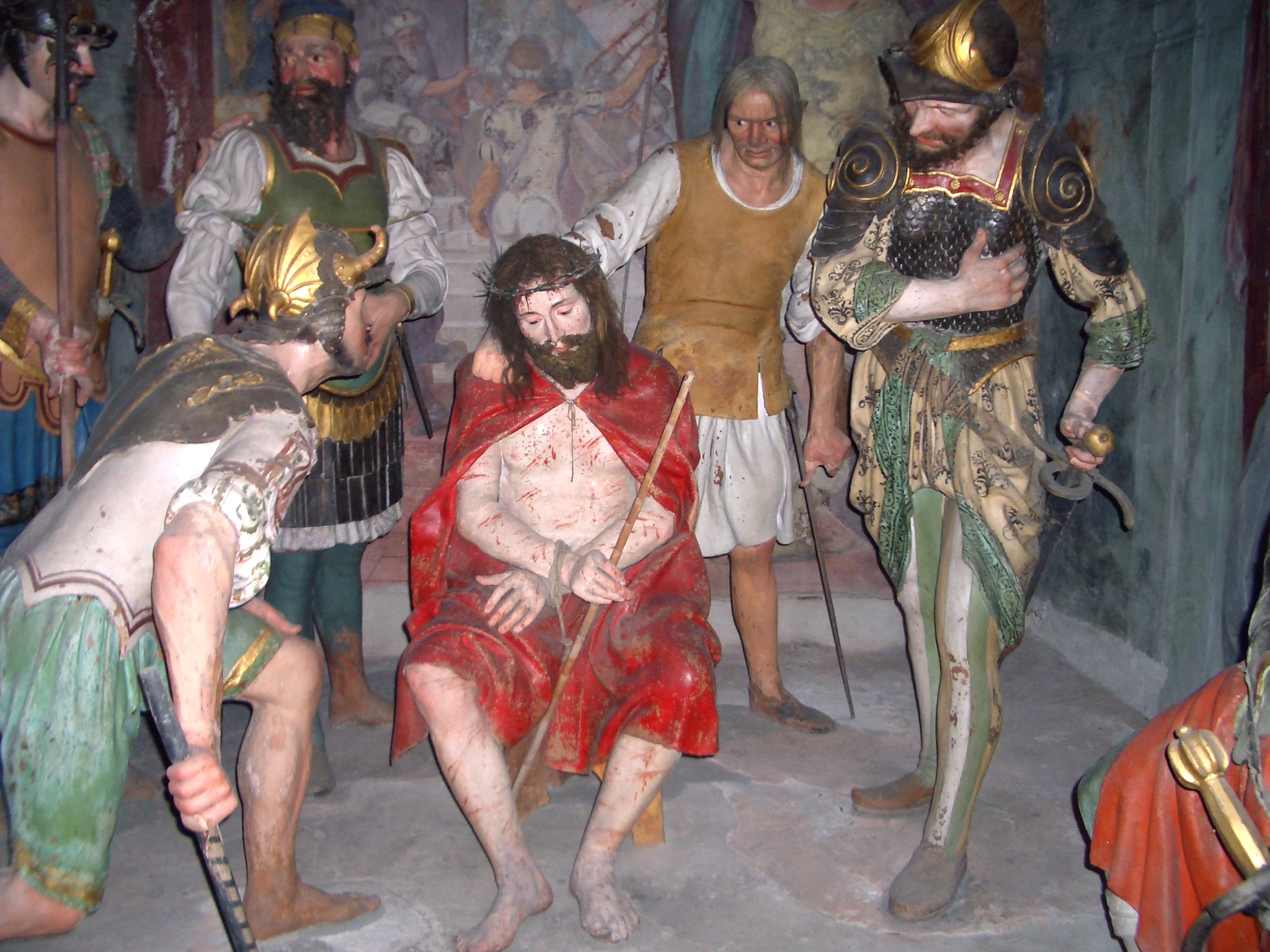
Giovanni d'Enrico, Derisione di Cristo, 1607, Cappella XXXI (particular).

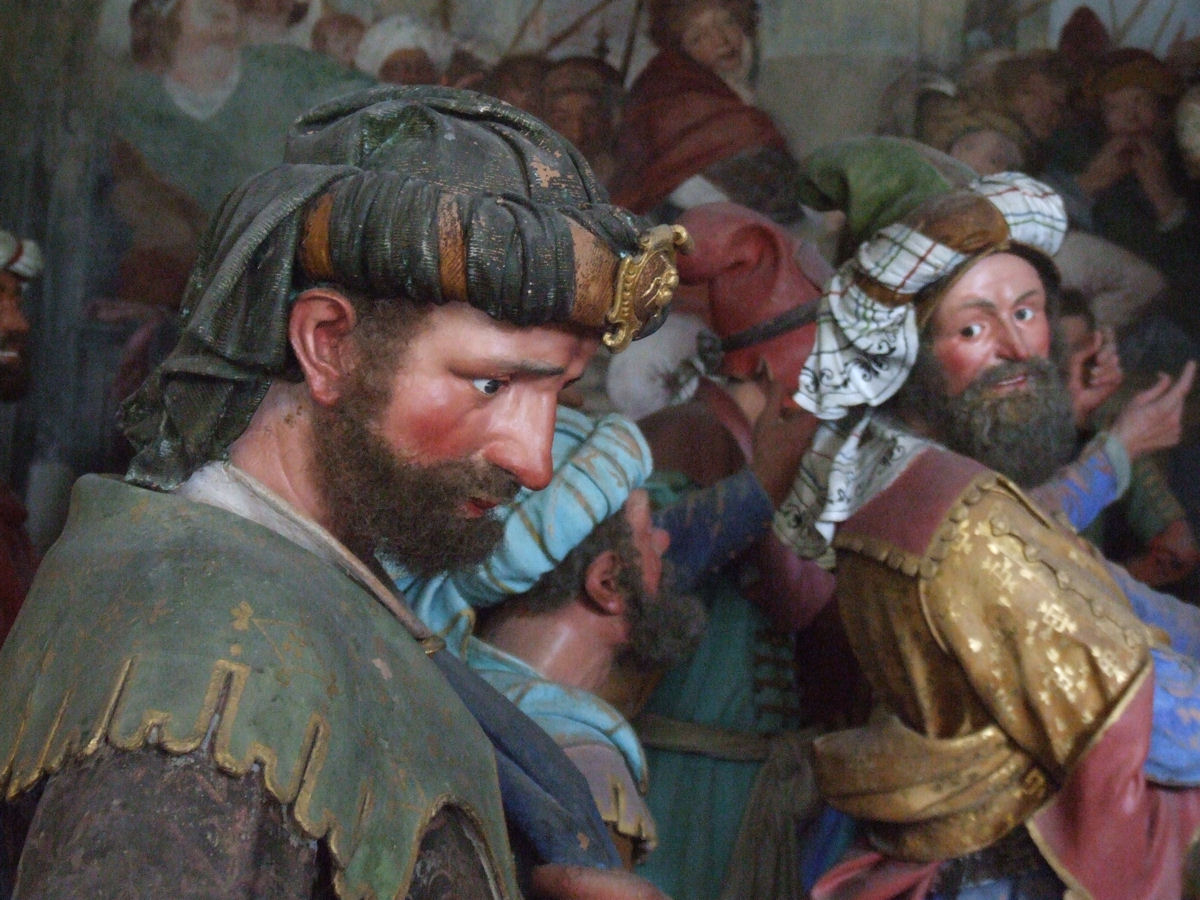
Giovanni d'Enrico, Cristo condannato a morte, 1610, Cappella XXXV (Particular).

## Vida y trabajo artístico
La carrera artística de Giovanni d'Enrico se desarrolló principalmente en el Sacro Monte di Varallo, donde trabajo ininterrumpidamente cerca de cuarenta años.
Se conoce muy poco sobre su aprendizaje: nacido en 1559 (según los datos del registro parroquial de Borgosesia que no establece la muerte en 1644, a la edad de 85 años), a una edad temprana, debió quedar bajo la protección religiosa y civil del mayor de los hermanos Enrico.
Sus inicios en el Sacro Monte, junto a Enrico, se produce en 1586 con la construcción de la capilla de la Strage degli Innocenti. En 1601, cuando le encargan la realización del coro de la parroquia de Roccapietra(dependiente de Varallo), era ya un maestro constructor afamado.
Fue decisiva, como arquitecto, la contribución que hizo en la construcción de la «Nueva Jerusalem», en Varallo. En 1614 elaboró, a partir de los ambiciosos planos concebidos medio siglo antes por Galeazzo Alessi, un nuevo proyecto para la explanada del Monte, con el diseño de la capilla que compone la « «Plaza de los tribunales » y actualizó el diseño con el cual se inició la construcción de la basílica.
No es fácil explicar, con la documentación disponible, como un maestro constructor proveniente de Alagna, viniendo del ambiente provincial de la Valsesia, consiguiese la habilidad suficiente para el desarrollo de un proyecto tan refinado y complejo.
Por otro lado, poco se sabe de como llegó a desarrollar su talento de escultor en barro cocido. Según una tradición enraizada en Valsesia, se dice que la primera experiencia juvenil debía de ser en el campo de la escultura en madera, y hay hipótesis que dicen que el aprendizaje del arte de realizar figuras en barro cocido proviene de los tiempos de la edificación de la capilla de la « Strage » en colaboración con Michele Prestinari. Si esta última hipótesis es cierta, es necesario decir que el alumno superó rápidamente al maestro (Testori llega a pensar que algunos de las mejores partes de la capilla hayan sido obra de Giovanni).
- Datos: Q3768412
- Multimedia: Giovanni d'Enrico / Q3768412